# Albert Pierrepoint
Albert Pierrepoint (ur. 30 marca 1905 w Bradford, w dzielnicy Clayton, zm. 10 lipca 1992 w Southport) – brytyjski kat, Naczelny Kat Zjednoczonego Królestwa w latach 1941–1956.

## Dzieciństwo i kariera
Pochodził z rodziny katów zamieszkałej w Yorkshire. Jego ojciec Henry Pierrepoint (1874–1922) został katem w wieku 25 lat (1901) i w ciągu 9 lat wykonał 107 egzekucji, zanim został zdymisjonowany w lipcu 1910 za stawienie się na miejsce jednej z nich pod wpływem alkoholu. Starszy brat Henry’ego i stryj Alberta, Thomas Pierrepoint (1870–1954) w ciągu 37 lat wykonał ponad 300 egzekucji i zrezygnował z zawodu dopiero w wieku 76 lat.
Albert bardzo wcześnie postanowił pójść w ślady ojca i stryja. W wieku 11 lat w jednym ze szkolnych wypracowań napisał: „Kiedy skończę szkołę, będę pracował jako naczelny kat”. W roku 1932 mając 27 lat, po tygodniu ćwiczeń z obciążonymi workami i manekinami, Albert Pierrepoint został asystentem swojego stryja Thomasa.
Podczas II wojny światowej w więzieniu wojskowym w Shepton Mallet wykonał 16 wyroków na amerykańskich żołnierzach skazanych za morderstwa i gwałty.
Jego pierwszą egzekucją wykonaną po otrzymaniu nominacji na naczelnego kata Zjednoczonego Królestwa w roku 1941 było powieszenie gangstera Antonio Manciniego w więzieniu Pentonville w Londynie.
Po procesach norymberskich został potajemnie przewieziony przez brytyjskie władze wojskowe do Niemiec, gdzie powiesił ok. 200 nazistowskich zbrodniarzy wojennych. Wtedy też, wbrew jego woli, odtajniono jego personalia, a brytyjskie gazety zamieściły szereg artykułów wychwalających jego profesjonalizm i staranność, z jaką wykonywał wyroki na niemieckich zbrodniarzach.
Pierrepoint był katem o największej w historii Wielkiej Brytanii udokumentowanej liczbie wykonanych wyroków kary śmierci. W latach 1932–1956 powiesił 433 mężczyzn i 17 kobiet. Był również wykonawcą najszybciej wykonanego wyroku. James Inglis, 29-letni zabójca prostytutki został przez niego powieszony 8 maja 1951 w więzieniu w Manchesterze w ciągu zaledwie 7 sekund od momentu wyprowadzenia z celi. Mylnie bywa określany mianem ostatniego kata Wielkiej Brytanii, gdyż ostatnie wyroki śmierci przez powieszenie zostały wykonane 13 sierpnia 1964 przez Harry’ego Allena i Roberta Leslie Stewarta. Był jednak ostatnim noszącym tytuł Naczelnego Kata Zjednoczonego Królestwa.

## Skazańcy
Wśród osób, na których wykonał wyroki kary śmierci, byli:

### Kobiety
- Irma Grese – powieszona 13 grudnia 1945 w więzieniu w Hameln – SS-Aufseherin, funkcjonariuszka SS, w hitlerowskich obozach koncentracyjnych Ravensbrück, Auschwitz-Birkenau i Bergen-Belsen zwana „piękną bestią”. Najmłodsza (22 lata) nadzorczyni obozowa skazana na śmierć w procesach norymberskich.
- Johanna Bormann – powieszona 13 grudnia 1945 w więzieniu w Hameln – jedna z najokrutniejszych strażniczek w obozie w Auschwitz-Birkenau zwana „kobietą z psami”.
- Elisabeth Volkenrath – powieszona 13 grudnia 1945 w więzieniu w Hameln
- Grete Bösel – powieszona 2 maja 1947 w więzieniu w Hameln – SS-Aufseherin w nazistowskim obozie koncentracyjnym Ravensbrück, skazana na karę śmierci przez brytyjski Trybunał Wojskowy w pierwszym hamburskim procesie załogi Ravensbrück (trwającym od 5 grudnia 1946 do 3 lutego 1947).
- Dorothea Binz – powieszona 2 maja 1947 rano o godzinie 9:01, jedna z najokrutniejszych nadzorczyń SS (SS-Aufseherin) pełniących służbę w nazistowskich obozach koncentracyjnych, skazana w pierwszym procesie załogi Ravensbrück w 1946.
- Elisabeth Marschall – powieszona na początku maja 1947, główna nadzorczyni SS w obozie koncentracyjnym Ravensbrück.
- Vera Salvequart – powieszona 26 czerwca 1947 w więzieniu Hameln, pielęgniarka, kapo w obozie Ravensbrück, skazana w pierwszym procesie załogi Ravensbrück w 1946.
- Ruth Neudeck – powieszona 29 lipca 1948, główna nadzorczyni SS w obozie koncentracyjnym Ravensbrück.
- Emma Zimmer – powieszona 20 października 1948.
- Ida Schreiter – powieszona 20 października 1948.
- Ruth Ellis – powieszona 13 lipca 1955 w więzieniu Holloway w Londynie – ofiara trzeciego z kontrowersyjnych wyroków, który wykonano mimo petycji o jej ułaskawienie podpisanej przez ponad 50 tys. Brytyjczyków. Ostatnia kobieta, którą powieszono w Wielkiej Brytanii. Na motywach historii jej życia powstał film Mike'a Newella Taniec z nieznajomym (Dance with a Stranger) (1985).

### Mężczyźni
- Josef Kramer – powieszony 13 grudnia 1945 w więzieniu w Hameln – komendant obozu koncentracyjnego Bergen-Belsen nazywany „bestią z Bergen-Belsen”;
- John Amery – powieszony 19 grudnia 1945 – brytyjski antykomunista, twórca brytyjskiej jednostki Waffen-SS – Wolnego Korpusu Brytyjskiego. W opublikowanych przez Pierrepointa wspomnieniach określony jako „najodważniejszy człowiek, którego kiedykolwiek powiesił”. Idąc na szafot swojego kata powitał wyciągnięciem ręki i słowami: „Panie Pierrepoint, zawsze chciałem pana poznać, choć oczywiście nie w takich okolicznościach...”[2].
- William Joyce – powieszony 3 stycznia 1946 w więzieniu w Wandsworth – amerykański faszysta, spiker propagandowych angielskojęzycznych audycji nadawanych przez nazistowską rozgłośnię Radio Hamburg, określany pogardliwie jako Lord Haw-Haw;
- Alfred Trzebinski – powieszony 8 października 1946 w więzieniu Hameln.
- John George Haigh – powieszony 10 sierpnia 1949 w więzieniu w Wandsworth – seryjny morderca, który dla zatarcia śladów rozpuszczał ciała swoich ofiar w kwasie.
- Timothy John Evans – powieszony 9 marca 1950 w więzieniu Pentonville w Londynie – ofiara drugiego z trzech najbardziej kontrowersyjnych wyroków w powojennej historii Wielkiej Brytanii. Niesłusznie skazany za zabójstwo córki. Zbrodni tej w rzeczywistości dokonał sąsiad Evansa – seryjny morderca John Reginald Christie, który również został powieszony przez Pierrepointa. Evans został pośmiertnie oczyszczony z zarzutu zamordowania córki w 1966.
- James Corbitt – powieszony 28 listopada 1950 w więzieniu Strangeways w Manchesterze – bliski znajomy Alberta Pierrepointa i stały klient prowadzonego przez niego wraz z żoną Anne pubu Help The Poor Struggler w Oldham, gdzie Pierrepoint organizował dla stałych bywalców śpiewane wieczory. Skazany na karę śmierci za zamordowanie w przypływie zazdrości swojej przyjaciółki. Noc zabójstwa Corbitt spędził w pubie Pierrepointa, z którym w duecie śpiewali „Danny Boy”;
- Dennis Muldowney – powieszony 30 września 1952 w więzieniu Pentonville – zabójca Krystyny Skarbek[3]
- Derek Bentley – powieszony 28 stycznia 1953 w więzieniu w Wandsworth – upośledzony umysłowo i cierpiący na padaczkę 19-latek, ofiara jednego z trzech najbardziej kontrowersyjnych wyroków w powojennej historii Wielkiej Brytanii. Bentley został skazany w atmosferze medialnej nagonki na członków młodzieżowych gangów za zabójstwo policjanta Sidneya Milesa, mimo że w momencie zdarzenia był uzbrojony jedynie w nóż, a strzał oddał jego kompan, 16-letni Christopher Craig, który jednak był zbyt młody, by skazać go na najwyższy wymiar kary. Egzekucję wykonano pomimo apelu m.in. 200 członków brytyjskiego parlamentu i żony zabitego policjanta oraz odmiennej od wyroku sędziego rekomendacji wydanej przez ławę przysięgłych. Ostatecznie po wieloletnim procesie Bentley został pośmiertnie uniewinniony w lipcu 1998. W artykule opublikowanym z tej okazji przez The Guardian Pierrepoint przyznał, że Derek do ostatniej chwili był pewny, że zostanie ułaskawiony. Na motywach jego historii powstał film Dawaj! („Let him have it”) (1991);
- Michael Manning – powieszony 20 kwietnia 1954 w więzieniu Mountjoy w Dublinie – ostatnia osoba w Irlandii, na której wykonano karę śmierci. Oficjalnie orzekanie kary śmierci w Irlandii ograniczono w 1964 jedynie do wypadków zabójstw policjantów, dyplomatów i strażników więziennych, a w 1990 abolicją objęto również i te przypadki. W 2001 w drodze referendum zapis o karze śmierci wykreślono z irlandzkiej konstytucji.

## Rezygnacja
Albert Pierrepoint zrezygnował z zawodu kata w 1956. Oficjalnym powodem rezygnacji było nieporozumienie z brytyjskim Home Office w kwestii finansowej. Za każdy wykonany wyrok Pierrepoint otrzymywał wynagrodzenie w wysokości 15 funtów (równowartość obecnych 200 funtów), jednakże w styczniu 1956 w więzieniu Strangeways w Manchesterze w ostatniej chwili ułaskawiono Thomasa Bancrofta, którego Pierrepoint przybył powiesić i w związku z tym zaoferowano mu wynagrodzenie w wysokości jedynie 1 funta. Ostatecznie kwotę tę podwyższono do 4 funtów, jednak z powodu urażonej dumy Pierrepoint nie wycofał złożonej rezygnacji, mimo że został o to poproszony przez Home Office, co było ewenementem w historii brytyjskiego wymiaru sprawiedliwości. Uważa się jednak, że sprawa ta była tylko pretekstem, a prawdziwym powodem rezygnacji były targające nim wątpliwości w sens jego pracy po śmierci Jamesa Corbitta. Teoria ta została przedstawiona między innymi w filmie Pierrepoint: Ostatni kat bazującym na motywach z życia Pierrepointa, jednak brak jednoznacznych dowodów na potwierdzenie tej teorii.

## Zmiana frontu
Pod koniec swojej kariery Albert Pierrepoint stał się przeciwnikiem kary śmierci. W swojej autobiografii Kat: Pierrepoint (Executioner: Pierrepoint) (1974) napisał:
„Wszyscy ci ludzie, którzy stali przede mną w swych ostatnich chwilach, utwierdzają mnie w przekonaniu, że wykonując swoją pracę nie zapobiegłem ani jednemu morderstwu. A skoro śmierć nie jest w stanie nikogo powstrzymać, to nie należy jej stosować... Moim zdaniem kara śmierci nie służy niczemu, poza zemstą”.
„Doszedłem do wniosku, że egzekucje nie rozwiązują niczego, a są tylko staroświeckim reliktem prymitywnej żądzy zemsty, która wybiera prostą drogę i bierze górę nad poczuciem odpowiedzialności za odwet w stosunku do innych osób... Problem z karą śmierci polegał zawsze na tym, że nikt jej nie chciał dla wszystkich, ale opinie wszystkich różniły się w zakresie tego, kto powinien jej uniknąć”.
Na motywach historii jego życia w 2005 nakręcono film Pierrepoint: Ostatni kat z Timothym Spallem w roli tytułowej, który wszedł na ekrany kin w Wielkiej Brytanii 7 kwietnia 2006. W Stanach Zjednoczonych film był wyświetlany pod tytułem The Last Hangman.